# 타카하시 요코
타카하시 요코 (高橋 洋子 다카하시 요코[*], 1966년 8월 28일 ~)는 일본의 가수이다. 도쿄도 출신이며, 소속사는 아토믹 몽키이다. 애니메이션 《신세기 에반게리온》의 오프닝 곡으로 사용된 〈잔혹한 천사의 테제〉로 알려져 있다.

## 음반 목록

### 싱글
- 〈잔혹한 천사의 테제〉 (1995년)

## 방송
- 2025년 TV조선 《미스터트롯3》 (한국예능 첫 출연)